# Улрих II фон Шварценберг
Улрих II фон Шварценберг (на немски: Ulrich II von Schwarzenberg; † 1406/1411) е господар на Шварценберг при Валдкирх в Брайзгау в Шварцвалд, Баден-Вюртемберг и рицар.

## Произход и наследство
Той е син на Йохан II фон Шварценберг († 31 май 1377, битка при Ройтлинген) и съпругата му Анна фон Шварценберг († 1396), внучка на Хайнрих фон Шварценберг († 1327), дъщеря на Улрих I фон Шварценберг-Дирзберг († 1348) и Йохана фон Зигнау († сл. 1358). Внук е на Валтер II фон Шнабелбург/Шварценберг († 1343) и на Сузана фон Ратзамхаузен († сл. 1348). Правнук е на Йохан I фон Шнабелбург, фогт фон Шварценберг при Валдкирх († сл. 1315) и Уделхилд фон Юзенберг † сл. 1322). Майка му Анна фон Шварценберг се омъжва втори път ок. 1380 г. за Боемонд фон Етендорф, господар на Хоенфелс в Елзас († 1408).
Със смъртта на синът му Ханс Вернер фон Шварценберг († 26 април 1459), чийто син Симон изчезва, линията „Шварценберг-Шварценберг“ изчезва по мъжка линия. През 1465 г. останалите собствености отиват на зет му Хайнрих фон Рехберг.

## Фамилия
Първи брак: пр. 1372 г. с Анна фон Цимерн († сл. 28 май 1388), дъщеря на граф Вернер V фон Цимерн († 1384) и втората му съпруга Бригита фон Гунделфинген († 1400/1404). Те имат децата:
- Ханс Вернер фон Шварценберг († 26 април 1459), женен за Беатрикс фон Геролдсек († 31 юли 1458), дъщеря на Валтер VIII фон Геролдсек († сл. 1432) и Елизабет фон Лихтенберг († сл. 1427); имат дъщеря:
  - Аделхайд фон Шварценберг, омъжена пр. 3 декември 1459 г. Хайнрих фон Рехберг-Шварценберг († 21 март 1503); имат син:
    - Мартин фон Рехберг, господар на Шварценберг († 14 май 1534)
- Брида фон Шварценберг († сл. 1432), омъжена за рицар Вилхелм фон Грюненберг († 28 февруари/4 август 1452)
- Маргарета фон Шварценберг

Втори брак: през 1390 г. с Гизела Малтерер († 1442/1450), дъщеря на рицар Мартин Малтерер († 9 юли 1386, битка при Земпах), господар на Валдкирх, фогт в Елзас, Зундгау и Близгау, и Анна фон Тирщайн († 1401). Бракът е бездетен.
Гизела Малтерер се омъжва втори път 1412 г. за Епо II фон Хатщат († 1417) и трети път за фрайхер Бертолд цу Щауфен († 1448/1451).